# Callistemon wimmerensis
Callistemon wimmerensis är en myrtenväxtart som beskrevs av Marriott och Geoffrey William Carr. Callistemon wimmerensis ingår i släktet lampborstar, och familjen myrtenväxter. Inga underarter finns listade i Catalogue of Life.